# Nivellering
Nivellering af et objekt eller et område betyder at placere det så hældning og højde passer med det ønskede arbejdsniveau.
Udtrykket bruges mest i entreprenørbranchen, hvor det høres på to områder; dels om at udjævne et underlag inden det bebygges eller belægges, dels om kraner, lifte og andet løfte-/hejsemateriel, der skal stå lige, så det ikke vælter.
Ved nivellering af underlaget benyttes i dag ofte laserlys og lignende hjælpemidler, hvor man tidligere brugte det større instrument mire eller det mindre vaterpas for at kontrollere hældningen. Oftest skal områder med beplantning være nogenlunde vandrette for at jord og næringsstoffer ikke løber væk fra planterne med regnvandet, mens områder med belægning helst skal skråne en lille smule for at regnvandet kan løbe væk – enten til kloakker eller til drænende underlag ved kanten af området.
Ved nivellering ved hjælp af maskiner ses endnu oftest indbyggede varianter af mire eller vaterpasset. Oftest er der tale om en halvkugle med aftegning af en cirkel ved toppen. Herved kan nivelleringsinstrumentet tydeligt vise afvigelser til alle sider uden at skulle vende et instrument frem og tilbage.
I private hjem findes der også visse maskiner, der skal nivelleres for at fungere optimalt. Det gælder de fleste maskiner med vandforbrug, og især vaskemaskiner og centrifuger. På disse maskiner kan blot en enkelt millimeter i fejljustering betyde forskellen på næsten lydløs drift eller en maskine der hopper eller ligefrem flytter sig frem og tilbage på gulvet mens eventuelle ting lagt ovenpå falder ned på gulvet.